# 方徽石
方徽石((BD|1834年||?年|))，字世培，縱鶴拳法創辦祖師，福州福清人，生於1834年。
20歲那年，典試高中武舉，以無意於仕途，乃雲由各方，尋師訪友探研各派武藝中，深覺鶴法原本猛殺，若復求輕柔震彈，則盡善者美矣!
之後，深居茶山天竺寺，探索大自然魚蝦鳥獸防衛抗敵之術，融入鶴法精髓，創造了鬆柔圓化、摔彈抖震的技法。方徽石潛修至誠，深得天竺寺長老賞識，指導行拳運氣法，導入任督二脈，使真氣貫注奇經八脈，力練數十寒暑，終於開宗立派，成就「縱身鶴法」一門。 